# Claregalway
Claregalway officieel: Iers Baile Chláir na Gaillimhe is een plaats in het Ierse graafschap Galway. De plaats telt 562 inwoners en maakt deel uit van de Gaeltacht. Claregalway ligt aan de rivier de Clare,  ongeveer 10 kilometer ten noorden van de stad Galway